# Casa Gran (Gavà)
La casa Gran és una obra del municipi de Gavà (Baix Llobregat) inclosa en l'Inventari del Patrimoni Arquitectònic de Catalunya.

## Descripció
Es tracta d'un edifici cantoner de planta quadrada, planta baixa i dos pisos, motllures i coberta. Composició simètrica a partir dels buits de la planta baixa que tenen continuïtat en els altres pisos. Porta d'accés, descentrada en el pla de la façana, amb arc de mig punt adovellat. La majoria dels llindes, brancals i trencaaigües de portes i finestres són de pedra de marès, així com les arestes dels quatre cantons.

## Història
Aquest important edifici (antiga masia) orientat a llevant, està situat en el centre històric de Gavà. Construït en el segle xviii -hi ha dades del 1682-, ha canviat la seva imatge original degut a unes modificacions del segle xix. Presenta una coberta planta, segurament motivada per la reforma del segle xix.